# Cedar Grove (Indiana)
Cedar Grove – miasto w Stanach Zjednoczonych, w stanie Indiana, w hrabstwie Franklin.